# Operace Percentage
Operace PERCENTAGE byl krycí název pro paradesantní výsadek vyslaný během II. světové války z Anglie na území Protektorátu Čechy a Morava. Výsadek byl organizován zpravodajským odborem exilového Ministerstva národní obrany a byl řazen do první vlny výsadků.

## Složení a úkoly
Výsadek měl jediného člena; svobodníka asp. Františka Pavelku. Jeho úkolem bylo předat domácímu odboji vysílačku s krystaly a příslušenstvím, nový šifrovací klíč a poselství exilového prezidenta Dr. Edvarda Beneše a ministra národní obrany exilové vlády generála Sergěje Ingra. Poté se měl Pavelka podřídit domácí organizaci. Pro případ, že by seskočil mimo stanovenou plochu, kde ho měla odbojová skupina očekávat, se měl hlásit smluveným heslem na záchytných adresách ve spořitelně v Chrudimi (kontaktní osoba František Burša) a v Jugoslávské ulici v Praze na Vinohradech (rovněž ve spořitelně).

## Činnost
Pavelka byl do protektorátu vysazen v noci ze 3. na 4. října 1941. Letoun nejdříve kroužil nad Pardubicemi, aby našel cíl, který měl na zpáteční cestě bombardovat. Byla na něj zahájena palba. Nejspíš kvůli únikovému manévru byl pilot dezorientován a Pavelka byl v důsledku toho omylem vysazen u osady Koudelov u Čáslavi, tj. o 35 kilometrů dále od původního cíle. Tím bylo okolí Nasavrk, kde ho čekala tamní odbojová skupina PVVZ, kterou vedl místní poštmistr Václav Doležal.  
První člověk, kterého potkal byl František Kalina, kočí ze statku v Koudelově. Ten spolu s dalšími kočími ze statku Františkem Gradem a Antonín Krejčím mu poskytli pomoc. Ukryli ho a Krejčí zajel s jeho dopisem se smluveným heslem do Chrudimi na kontaktní adresu Františka Burši. Ten spolu s Rudolfem Michálkem v Koudelově Pavelku vyzvedli a v Chrudimi ho ubytovali u Michálka. Veškerý materiál zůstal uschován v Koudelově. Michálek pak 6. října doprovodil Pavelku do Prahy, kde se ho ujal ing. Josef Friedl, jemuž Pavel předal poselství, materiál a fotografie ke zhotovení falešných dokumentů. 
Byl mu představen JUDr. Karel Bondy, který ho vzal na večeři do restaurace a jemuž vylíčil poměry v Británii a podrobnosti o výcviku. Od Bondyho Pavelka dostal potravinové lístky, peníze, nový občanský průkaz a přihlášku k ubytování v podnájmu u Marie Rosenbachové v Závišově ulici (dnes Chvalova) 1202/8. Pavelka rovněž pobýval u své sestřenice Anny Maršálkové na adrese Pod hliništěm 729/17, na konci října 1941 se několik dní ukrýval v bytě paní Paulíčkové na adrese Kamenická 622/46.
Mezitím postupně gestapo rozkrývalo odbojovou síť. Již v čase jeho seskoku vypátralo poslední vysílačku SPARTA a v budově jinonického akcízu provedlo zátah. Další vlna zatýkání následovala brzy v Praze a ve středních Čechách, kdy došlo na organizaci PVVZ. Zatčeni byli Josef Friedl, Karel Bondy, František Burša a Rudolf Michálek. U Burši byl nalezen dopis, který mu Pavelka poslal po Antonínu Krejčím. V Koudelově byly nalezeny padáky, Pavelkova kombinéza a vysílačka. Na adrese M. Rosenbachové gestapo Pavelku nezastihlo, Krajinova spolupracovnice Anna Polertová ho včas odvedla no nového bytu. Bohužel ale gestapo našlo Pavelkovu policejní přihlášku, z níž se dozvěděli jeho falešnou identitu. Nakonec byl Pavelka zatčen 25. října 1941 v bytě paní Poulíčkové v Kamenické ulici. 
Pavelka byl nejprve vyslýchán v Petschkově paláci, poté byl převezen na Pankrác. Následně byl vyslýchán gestapáky Klüngerem a Jakschem a tlumočníkem gestapa Josefem Chalupským. Choval se velmi statečně a nejspíše neprozradil žádné zásadní údaje o svém výcviku ve Velké Británii, ani nikoho neudal. Dne 5. srpna 1942 byl převezen do věznice Plötzensee v Berlíně, kde byl lidovým soudem, tzv. Volksgerichtem, dne 19. srpna 1942 odsouzen k trestu smrti. Mezi tím byl 28. října 1942 v Londýně povýšen do hodnosti poručíka pěchoty. Dne 11. ledna 1943 byl v Berlíně Plötzensee popraven stětím gilotinou společně se svými prvními pomocníky z Koudelova. 

## Výsledek
Pavelka úspěšně navázal kontakt s odbojem a předal poselství, úkol navázat radiové spojení s Londýnem Pavelka už realizovat nedokázal. Celá síť odbojářů již byla gestapem sledována a Pavelka byl za tři týdny společně s dalšími odbojáři zatčen, přičemž se gestapu podařilo získat Pavelkův písemný materiál obsahující i záchytné adresy. 
Pavelka se stal prvním výsadkářem, který se německým bezpečnostním orgánům dostal v Protektorátu do rukou. Jako jediný československý výsadkář byl popravený v Berlíně.

## Posmrtné připomínky

### V kultuře
Operace Percentage je zmíněná v historickém románu Jiřího Šulce Dva proti říši, stejně tak postava Františka Pavelky.

### Památník
V místě seskoku Pavelky při silnici z Koudelova do Skovic je památník s nápisem: DNE 11. LEDNA 1943 BYLI V BERLÍNĚ - PLÖTZENSEE POPRAVENI KPT. FRANTIŠEK PAVELKA, PŘÍSLUŠNÍK ČS. PARASKUPINY PERCENTAGE, A ANTONÍN KREJČÍ, FRANTIŠEK KALINA, FRANTIŠEK GRAD, MUŽI Z KOUDELOVA, KTEŘÍ MU POSKYTLI POMOC. ČEST JEJICH PAMÁTCE.

## Galerie

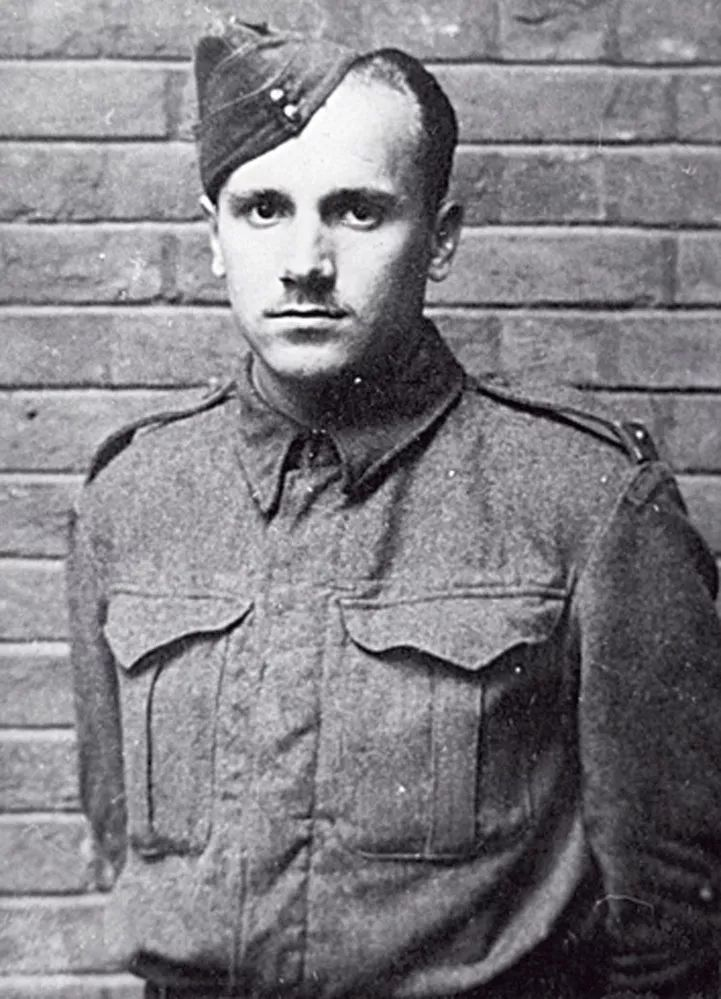
František Pavelka focený před zdí v londýnském Porchester Gate
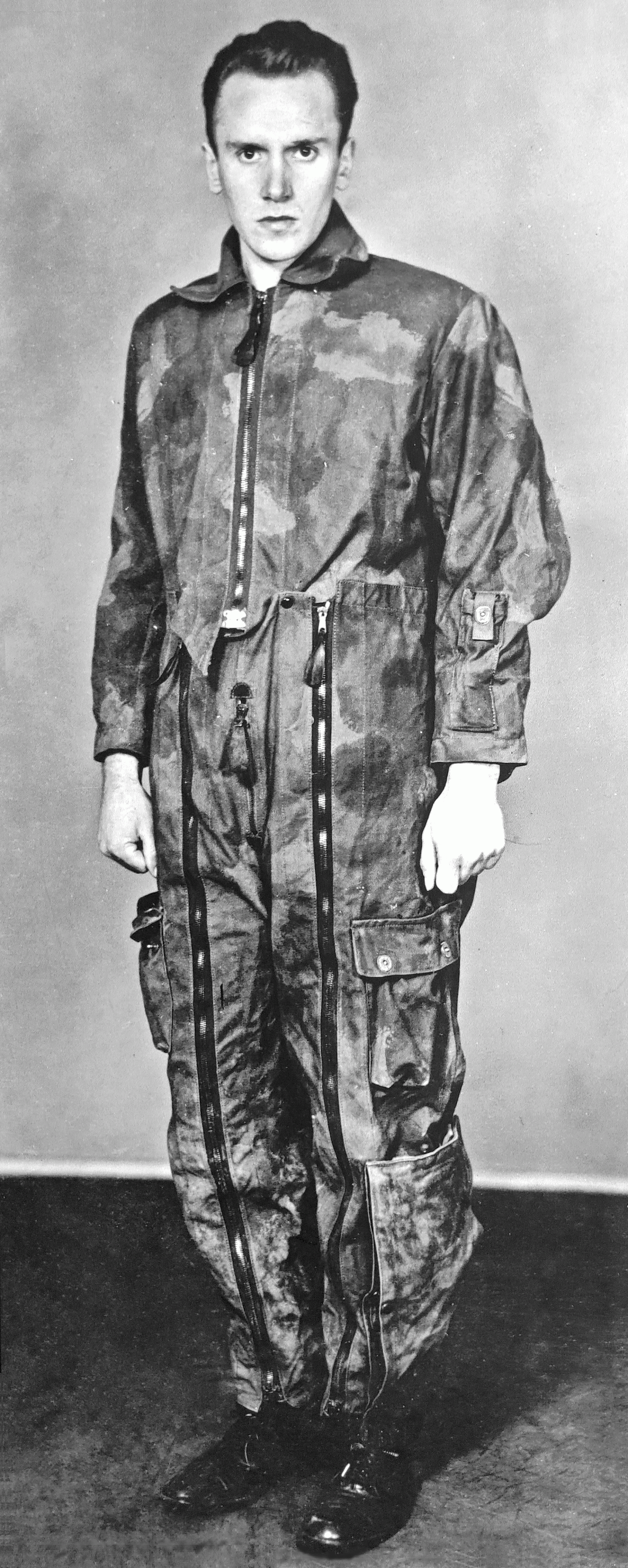
František Pavelka v maskovací ochranné parašutistické kombinéze (1941)
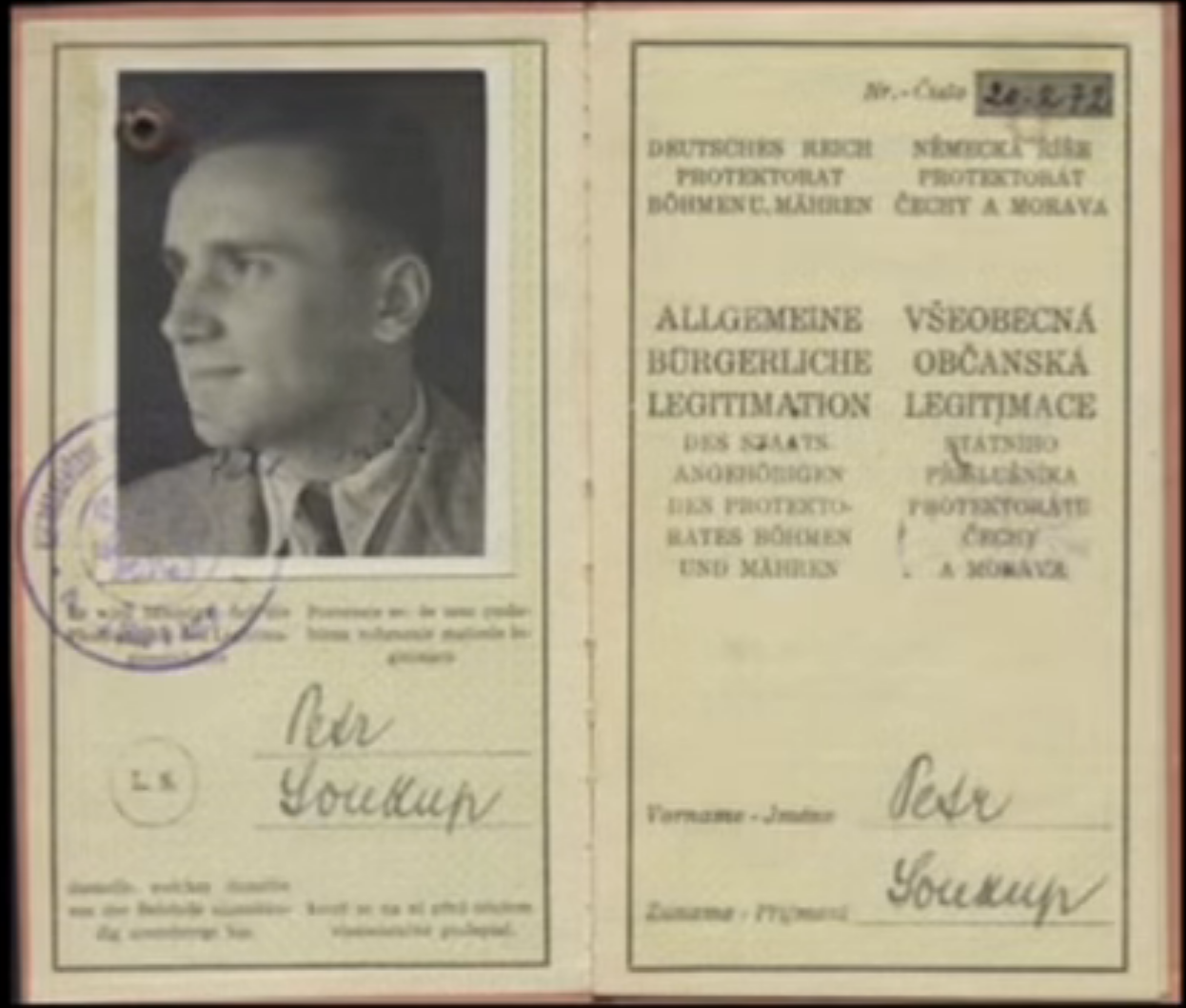
Pavelkovy falešné doklady na jméno Petr Soukup